# Volo Delta Air Lines 1141
Il volo Delta Air Lines 1141 era un volo di linea della Delta Air Lines tra l'aeroporto Internazionale di Dallas-Fort Worth e l'aeroporto di Salt Lake City operato da un Boeing 727. Il 31 agosto 1988 l'aereo che operava il volo, subito dopo il decollo dall'aeroporto di Dallas-Fort Worth, impattò contro un'antenna dell'ILS posto alla fine della pista. Delle 108 persone imbarcate, 14 morirono nell'impatto e 76 restarono ferite.

## L'aereo
Il velivolo coinvolto nell'incidente era un Boeing 727-232 Advanced con numero di registrazione N473DA e S/N 20750 motorizzato da tre motori turbofan Pratt & Whitney JT8D-15. Il velivolo venne consegnato alla Delta Air Lines nel novembre 1973. Al momento dell'incidente era valutato circa 6 500 000 dollari.

## L'equipaggio
L'equipaggio di volo era composto dal capitano Larry Lon Davis (48 anni), dal primo ufficiale Carey Wilson Kirkland (37); e l'ingegnere di volo Steven Mark Judd (30). Il capitano Davis era un pilota di grande esperienza, con un totale di circa 17.000 ore di volo, 7.000 delle quali sul 727. Il primo ufficiale Kirkland aveva un totale di 6.500 ore di volo, di cui 4.500 sul 727. L'ingegnere di volo Judd aveva un totale di 3.000 ore di volo, di cui 600 sul 727.
L'equipaggio di cabina era composto da quattro assistenti di volo: Dixie Dunn (56); Diana Giorgio (40); Rosilyn Marr (43); e Mary O'Neill (57).

## L'incidente
Il Boeing 727 era decollato dall'aeroporto internazionale di Jackson-Medgar Wiley Evers, in Mississippi, ed era atterrato all'aeroporto di Dallas-Fort Worth alle 7:38 senza registrare nessuna anomalia. Alle 08:30, il volo 1141 è partito dal gate di DFW ed è stato autorizzato dal controllore di terra a rullare sulla pista 18L. All'aereo è stato ordinato di allinearsi sulla pista e di rimanere per un minuto a causa della possibilità di turbolenze di scia da parte di un DC-10 dell'American Airlines in partenza. L'equipaggio ha chiesto di prolungare la stiva a due minuti, cosa che è stata concessa. L'equipaggio ha parlato per un po' con gli assistenti di volo di cosa avrebbero detto sul registratore della cabina di pilotaggio nel caso in cui si fossero schiantati. Alla fine questa chiacchierata cessò quando l'equipaggio fu autorizzato al decollo. Il decollo avvenne normalmente finché le ruote principali non si staccarono da terra, a quel punto l'aereo iniziò un violento rollio e l'ala destra cadde. La coda dell'aereo entrò brevemente in contatto con la pista e 200 m dopo, l'estremità dell'ala destra colpì la pista. L'aereo sviluppò picchi di pressione nel compressore (a causa dell'interruzione del flusso d'aria attraverso il motore) e non fu in grado di guadagnare quota o mantenere il volo stabilizzato. A circa 900 piedi (270 m) oltre la fine della pista 18L, l'ala destra dell'aereo colpì l'antenna localizzante ILS, che incendiò l'ala e la fece iniziare a disintegrarsi mentre l'aereo era ancora in volo. L'aereo rimase in volo per un altro 400 piedi (120 m) prima che colpisse il suolo, scivolando lateralmente e lasciando una scia di rottami lunga 800 piedi (240 m) prima di fermarsi finalmente a 3.200 piedi (980 m) dalla fine della pista. Il fuoco è scoppiato nell'area dell'ala destra e si è diffuso rapidamente e ha inghiottito la parte posteriore dell'aereo. Il tempo di volo totale è stato di 22 secondi, dal decollo al primo impatto al suolo.

## Le vittime
Nello schianto morirono due dei quattro assistenti di volo (Dunn e Marr) e 12 dei 101 passeggeri a bordo. Gli esami medici hanno stabilito che tutti i decessi, tranne uno, erano dovuti all'inalazione di fumo. Un passeggero, uscito con successo dall'aereo, ha tentato di rientrare nell'aereo per assistere la moglie e gli altri passeggeri ancora intrappolati all'interno;  ha riportato gravi ustioni ed è morto 11 giorni dopo l'incidente a causa delle ferite riportate.
Il capitano Davis, il primo ufficiale Kirkland, due membri dell'equipaggio di cabina e 22 passeggeri sono rimasti gravemente feriti. L'ingegnere di volo Judd e 49 passeggeri hanno riportato ferite lievi; 18 passeggeri non hanno riportato ferite. Molti passeggeri hanno riferito che le forze dell'impatto non erano intense e si concentravano principalmente nella parte posteriore dell'aereo. Il capitano Davis ha subito gravi fratture alla gabbia toracica e alla colonna vertebrale che hanno richiesto un intervento chirurgico. Il primo ufficiale Kirkland è stato gravemente contuso e ha subito una commozione cerebrale. L'ingegnere di volo Judd ha riportato ferite all'addome.

## Le indagini
Per accertare le cause dell'incidente, fu disposta un'inchiesta affidata alla National Transportation Safety Board. Entrambi i piloti erano sopravvissuti all'incidente e poterono fornire la propria versione alla commissione di inchiesta.
Il comandante riferì che l'accelerazione di decollo avvenne normalmente, ma subito dopo la rotazione sentì due esplosioni provenire dal carrello di sinistra e successivamente l'aereo iniziò a inclinarsi violentemente. Questa versione venne confermata anche dai controllori della torre di controllo che, inoltre, notarono fiamme e scintille provenire dalla parte posteriore del velivolo e un angolo di incidenza elevato al momento del decollo.
Gli investigatori allora analizzarono il registratore dei dati di volo (FDR), il registratore delle voci di cabina (CVR) e diversi componenti meccanici rinvenuti sul luogo dell'incidente. Dagli elementi ritrovati, la commissione stabilì che l'equipaggio, distrattosi in alcune conversazioni non essenziali, non aveva esteso i flap prima del decollo e che il sistema di allerta di errata configurazione per il decollo aveva avuto un malfunzionamento.

### Causa Probabile e dissenso
Il 26 settembre 1989 l'NTSB pubblicò il rapporto finale sull'incidente. In esso, l'NTSB ha infine stabilito che c'erano due probabili cause dell'incidente: Disciplina inadeguata nella cabina di pilotaggio che ha portato all'incapacità dell'equipaggio di volo di estendere i flap e le stecche dell'aereo alla corretta configurazione di decollo e all'incapacità dei TOWS dell'aereo di suonare e avvisare l'equipaggio che il loro aereo non era configurato correttamente per il decollo. A contribuire all'incidente è stata la lenta implementazione da parte di Delta delle modifiche ai programmi di gestione dell'equipaggio di volo, la mancanza di un'azione sufficientemente aggressiva della FAA da costringere Delta a correggere le carenze note e una mancanza di responsabilità sufficiente all'interno del processo di ispezione del vettore aereo della FAA.
Un membro del comitato di sicurezza, Jim Burnett, dissentì dalla probabile dichiarazione di causa dell'NTSB. Sebbene Burnett fosse d'accordo con i fatti e le scoperte del rapporto sull'incidente, credeva che le azioni della FAA e della Delta fossero cause dirette dell'incidente e non semplici fattori che hanno contribuito. Il dissenso di Burnett ha proposto una dichiarazione di probabile causa che includeva le due probabili cause citate nel rapporto principale, aggiungendo una terza probabile causa:

## Conseguenze
Sebbene l'NTSB abbia specificamente incolpato il capitano e il copilota per l'incidente, e non abbia incolpato Judd (l'ingegnere di volo), Judd non è stato in grado di trovare lavoro come pilota commerciale dopo essere stato licenziato dalla Delta. Ex pilota della Marina, Judd ha lavorato come pilota di riserva presso la Naval Air Station Dallas mentre faceva appello al suo licenziamento, e in seguito è stato reintegrato dalla Delta.
La trasmissione mediatica dei nastri CVR, che dimostravano il motivo per cui l'equipaggio non era riuscito ad estendere i flap o gli slat dell'aereo per il decollo, ha provocato una tale protesta da parte dei piloti che i successivi rilasci dei dati CVR sono stati limitati dalla legge e attentamente controllati dall'NTSB. La legge vieta all'NTSB di rilasciare in generale trascrizioni o registrazioni CVR; mentre un'eccezione consente all'NTSB di rilasciare trascrizioni relative a un'inchiesta sulla sicurezza, non esiste alcuna eccezione che consente all'NTSB di rilasciare copie delle registrazioni effettive.

## Il volo Delta Air Lines 1141 nella cultura di massa
Il volo 1141 della Delta Air Lines è stato analizzato nel terzo episodio, dal nome "Distrazione fatale", della diciottesima stagione del programma canadese Indagini ad alta quota.